# LGBT práva na Grenadě

Duhová mapa Grenady

Lesby, gayové, bisexuálové a translidé se na Grenadě mohou setkávat s právními komplikacemi neznámými pro většinové obyvatelstvo. Stejnopohlavní sexuální aktivita je zde ilegální a homosexuální jedinci nejsou ani nijak chráněni vůči homofobním urážkám či fyzickému násilí.

## Právní rámec a stejnopohlavní soužití
Podle §431 grenadského trestního zákoníku jsou stejnopohlavní sexuální aktivity řazeny mezi “nepřirozené zločiny“, který je spáchán tzv. per anum (tzn. anální penetrací). Za tento trestný čin hrozí na Grenadě trest odnětí svobody až na 10 let. Grenadské zákony také kriminalizují i ženskou homosexualitu nikoli přímo v trestním zákoníku, nýbrž díky zákonům o veřejné poslušnosti, kde je brána jako čin z hrubé neposlušnosti a je řazen na úroveň mužské homosexuality.
Prezident grenadského Senátu v květnu 2013 vyzval občany, aby byl přehodnocen pohled na stejnopohlavní soužití, jelikož se prý blíží den, kdy budou muset všechny karibské státy zrušit veškeré zákony proti sodomii.

## Veřejné mínění
Dle průzkumu společnosti AmericasBarometer z r. 2016 uvádí, že pouze 11,8 % obyvatel Grenady podporuje stejnopohlavní manželství. 

## Souhrnný přehled
| Legální věk způsobilosti k pohlavnímu styku                                             | (trest: až 10 let vězení, nevymáháno) |
| Stejný věk legální způsobilosti k pohlavnímu styku pro obě orientace                    | No                                    |
| Anti-diskriminační zákony v zaměstnání                                                  | No                                    |
| Anti-diskriminační zákony v přístupu ke zboží a službám                                 | No                                    |
| Anti-diskriminační zákony v ostatních oblastech (homofobní urážky, zločiny z nenávisti) | No                                    |
| Stejnopohlavní manželství                                                               | No                                    |
| Jiná forma stejnopohlavní soužití                                                       | No                                    |
| Adopce dítěte partnera                                                                  | No                                    |
| Společná adopce dětí stejnopohlavními páry                                              | No                                    |
| LGBT osoby smějí otevřen sloužit v armádě                                               | No                                    |
| Možnost změny pohlavního styku                                                          | No                                    |
| Přístup k umělému oplodnění pro lesbické ženy                                           | No                                    |
| Náhradní mateřství pro gay páry                                                         | No                                    |
| MSM smějí darovat krev                                                                  | No                                    |